# Vicia epetiolaris
Vicia epetiolaris är en ärtväxtart som beskrevs av Arturo Erhardo Erardo Burkart. Vicia epetiolaris ingår i släktet vickrar, och familjen ärtväxter. Inga underarter finns listade i Catalogue of Life.